# انجمن حسابداران عمومی گواهی‌شده آمریکا

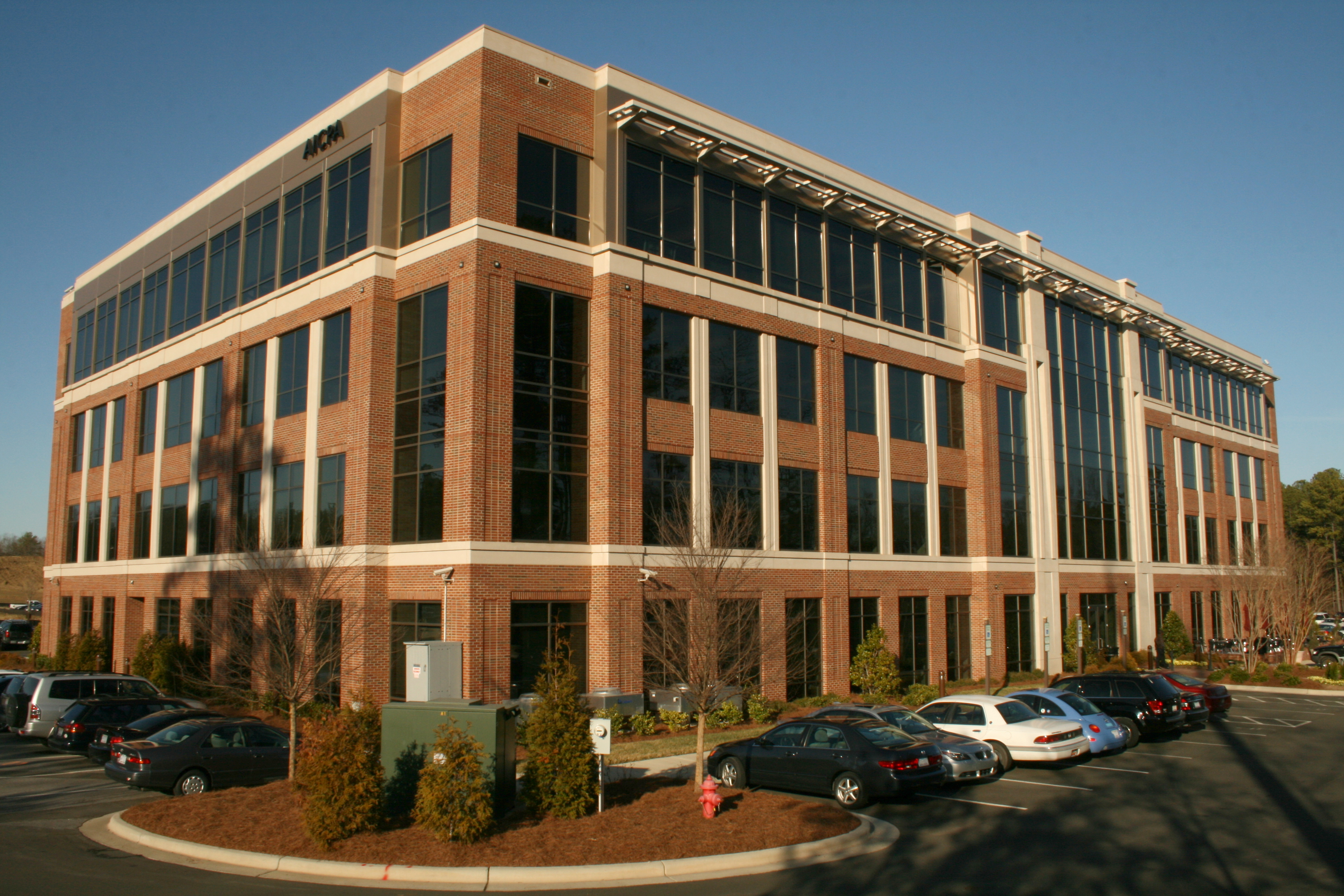
دفتر انجمن حسابداران عمومی گواهی‎شده آمریکا، دورهام، کارولینای شمالی

| انجمن حسابداران عمومی گواهی‎شده آمریکا (انجمن حسابداران رسمی آمریکا) | انجمن حسابداران عمومی گواهی‎شده آمریکا (انجمن حسابداران رسمی آمریکا)                                                                                              |
| ------------------------------------------------------------------- | --- |
|                                                                     | |
| ماموریت                                                             | فراهم کردن منابع، اطلاعات، و رهبری برای اعضا به منظور توان‌مندسازی آنان در ارائه خدمات ارزشمند در بالاترین سطح حرفه‌ای در راستای منافع عمومی، کارکنان، و صاحب‎کاران |
| بنیان‌گذاری                                                          | ۱۸۸۷، آمریکا، با نام اولیه انجمن آمریکایی حسابداران عمومی(AAPA)                                                                                                  |
| شخصیت حقوقی                                                         | سازمان غیرانتفاعی خصوصی |
| مقر                                                                 | نیویورک، ایالات متحده آمریکا |
| اعضا                                                                | بیش از ۳۷۰ هزار نفر از ۱۲۸ کشور |
| زبان رسمی                                                           | انگلیسی |
| رئیس                                                                | Richard J. Caturano |
| دبیرکل                                                              | Barry C. Melancon |
| وب‎گاه رسمی                                                          | www.aicpa.org |

انجمن حسابداران عمومی گواهی‎شده آمریکا (AICPA) (انجمن حسابداران رسمی آمریکا)، یکی از باسابقه‎ترین و تأثیرگذارترین تشکل‎های حرفه‎ای حسابداری در آمریکا و جهان است؛ که بیش از ۱۲۵ سال از تشکیل آن می‎گذرد.

## تاریخچه
این انجمن در سال ۱۸۸۷ با نام انجمن آمریکایی حسابداران عمومی راه‌اندازی شد؛ و در سال ۱۹۱۶، انجمن حسابداران عمومی جایگزین آن شد. آن زمان، فقط ۱۱۵۰ نفر در این انجمن عضویت داشتند. نام انجمن در سال‎های بعد ابتدا - در ۱۹۱۷ - به انجمن آمریکایی حسابداران و سرانجام – در ۱۹۵۷ - به انجمن حسابداران عمومی گواهی‎شده آمریکا تغییر کرد. البته پیش از آن، جامعه آمریکایی حسابداران عمومی گواهی‎شده که در سال ۱۹۲۱ راه‎اندازی شده بود و به عنوان فدراسیونی برای جوامع حسابداران عمومی گواهی‎شده ایالت‎های آمریکا کار می‌کرد، نیز در سال ۱۹۳۶ با انجمن آمریکایی حسابداران ادغام شده بود (به نقل از ویکی‎پدیا انگلیسی).

## ضابطه‎گذاری حرفه‎ای
تا دهه ۱۹۷۰ استانداردگذاری حسابداری و حسابرسی در آمریکا - به‌طور انحصاری- توسط انجمن حسابداران عمومی گواهی‎شده آمریکا انجام می‌شد. ولی، در سال ۱۹۷۳ پس راه‌اندازی هیئت استانداردهای حسابداری مالی از سوی بنیاد حسابداری مالی مسئولیت تدوین اصول حسابداری پذیرفته همگانی و استانداردهای حسابداری که تا آن هنگام بر عهده هیئت اصول حسابداری (وابسته به انجمن حسابداران عمومی گواهی‎شده آمریکا) بود به هیئت استانداردهای حسابداری مالی (وابسته به بنیاد حسابداری مالی آمریکا) واگذار شد. ولی، استانداردگذاری در زمینه‌هایی هم‌چون حسابرسی صورت‌های مالی، اخلاق حرفه‌ای، خدمات گواهی‌گری، کنترل کیفی موسسات حسابداری عمومی، خدمات مالیاتی، ارزش‌گذاری، و برنامه‌ریزی مالی هم‌چنان در اختیار این انجمن بود.

اما پس از رسوایی‌های مالی بزرگ آغاز سده ۲۱ میلادی و فروپاشی یکی از ۵ مؤسسه بزرگ حسابداری عمومی آن زمان (BIG5) - مؤسسه حسابرسی آرتور اندرسن - سیاست‌گذاران عمومی فدرال آمریکا به این نتیجه رسیدند که مسئولیت استانداردگذاری حسابرسی باید به نهادهای دولتی مستقل‌تر و دارای اختیارات بیش‌تر واگذار شود. در نتیجه، طبق بخش ۱۰۱ قانون ساربنز-آکسلی (2002، SOX)، هیئت نظارت بر حسابداری شرکت‌های عام در سال ۲۰۰۲ راه‌اندازی و مسئولیت مقررات‌گذاری در همهٔ زمینه‌های کاری حسابداران عمومی گواهی‎شده در ارتباط با شرکت‌های عام به این هیئت واگذار شد. البته، انجمن حسابداران عمومی گواهی‎شده آمریکا هم‌چنان اختیارات گسترده خود برای مقررات‌گذاری و نظارت‌های کنترل کیفی، اخلاقی، و رفتاری در ارتباط با بیش‌تر کارهای حسابداران عمومی گواهی‎شده- که مربوط به ارائه خدمات به شرکت‌ها خصوصی و اشخاص حقیقی می‌شود- را حفظ کرده‌است (به نقل از ویکی‎پدیا انگلیسی)..

## گواهی‌نامه‌های حرفه‌ای
انجمن حسابداران عمومی گواهی‎شده آمریکا بر مبنای سابقه کاری متقاضیان و موفقیت آنان در آزمون‌های کتبی تخصصی چند گواهی‌نامه حرفه‌ای به آنان اعطا می‌کند. این گواهی‌نامه‌ها که در آمریکا و جهان از اعتبار بالایی برخوردارند به شرح نمایه (۱) هستند.
نمایه (۱)- گواهی‎نامه‎های حرفه‎ای انجمن حسابداران عمومی گواهی‎شده آمریکا
| حروف اختصاری گواهی‎نامه | نام انگلیسی گواهی‎نامه                         | نام پارسی گواهی‎نامه                   | توضیحات                               |
| ---------------------- | --------------------------------------------- | ------------------------------------- | ------------------------------------- |
| CPA                    | Certified Public Accountant                   | حسابدار عمومی گواهی‎شده (حسابدار رسمی) | پیوند ارائه شده در منابع را ببینید    |
| ABV                    | Accredited in Business Valuation              | کارشناس گواهی‎شده ارزش‌گذاری تجاری      | پیوند ارائه شده در منابع را ببینید    |
| PFS                    | Personal Financial Specialist                 | متخصص امور مالی شخصی                  | پیوند ارائه شده در منابع را ببینید    |
| CFF                    | Certified in Financial Forensics              | کارشناس گواهی‎شده امور مالی قانونی     | پیوند ارائه شده در منابع را ببینید    |
| CITP                   | Certified Information Technology Professional | کارشناس گواهی‎شده فناوری اطلاعات       | پیوند ارائه شده در منابع را ببینید    |
| CGMA                   | Chartered Global Management Accountant        | حسابدار مدیریت جهانی خبره             | دو پیوند ارائه شده در منابع را ببینید |

## مجلات حرفه‎ای
این انجمن دارای دو مجله حرفه‎ای تخصصی و چندین خبرنامه گوناگون در موضوعات متنوع حسابداری، حسابرسی، خدمات مالی و مالیاتی، و دیگر موضوعات مرتبط است.
مجله حرفه‎ای The Journal of Accountancy

لوگوی مجله حسابداری انجمن حسابداران عمومی گواهی‎شده آمریکا (AICPA)

این مجله (با حروف اختصاری JofA) از سال ۱۹۰۵ به‌طور پیوسته توسط انجمن حسابداران عمومی گواهی‎شده آمریکا منتشر می‎شود. شمار مشترکان این مجله هم‌اکنون بیش از ۳۸۶ هزار مشترک است؛ از این رو، این نشریه یکی از تأثیرگذارترین مجلات حرفه‎ای حسابداری جهان به‌شمار می‎آید، زیرا در سال‎های اخیر شمار مشترکان آن حتی از اعضای انجمن حسابداران عمومی گواهی‎شده آمریکا هم فراتر رفته‌است. آرشیو آنلاین این مجله از ۱۹۹۷ تاکنون روی وب‎گاه رسمی آن در دسترس است.
مجله حرفه‎ای The Tax Advisor

لوگوی مجله مشاور مالیات انجمن حسابداران عمومی گواهی‎شده آمریکا (AICPA)

این مجله حرفه‎ای که توسط انجمن حسابداران عمومی گواهی‎شده آمریکا منتشر می‎شود یکی از معتبرترین مجلات مالیاتی آمریکا و جهان است. این مجله به صورت ماهنامه منتشر می‌شود و موضوعات متنوع مالیاتی را پوشش می‌دهد. آرشیو آنلاین این مجله از ژانویه ۲۰۰۸ تاکنون روی وب‎گاه انجمن حسابداران عمومی گواهی‎شده آمریکا، بخش نشریات در دسترس است.

## جوایز اعطایی
انجمن حسابداران عمومی گواهی‎شده آمریکا نوزده (۱۹) عنوان جایزه گوناگون را در زمینه‌های مرتبط با حسابداری و حسابرسی به اعضای برجسته خود اعطا می‌کند. فهرست کامل عناوین این جوایز و شرح مربوط به هر یک از آن‌ها را می‌توانید در راهنمای شش صفحه‎ای جوایز اعطایی از سوی انجمن حسابداران عمومی گواهی‎شده آمریکا بخوانید.